# Jürgen Trittin
Jürgen Trittin, né le 25 juillet 1954 à Brême, est un homme politique allemand membre du parti écologiste de l'Alliance 90 / Les Verts.
Ancien leader étudiant, il adhère aux Verts en 1980 et entre deux ans plus tard au Landtag de Basse-Saxe, où il préside à plusieurs reprises le groupe écologiste. En 1990, il est nommé ministre des Affaires fédérales dans la coalition rouge-verte de Gerhard Schröder, mais doit renoncer à ce poste dès 1994, le SPD ayant remporté la majorité absolue des sièges.
Lorsque Schröder devient chancelier fédéral à la tête d'une alliance similaire, Trittin est choisi pour le poste de ministre fédéral de l'Environnement et s'attache notamment à mettre en œuvre la sortie du nucléaire civil et à promouvoir les énergies renouvelables. Il est chargé en 2005 de l'intérim du ministère fédéral de l'Agriculture, puis quitte le gouvernement fédéral à la suite de la formation d'une grande coalition.
Il est désigné trois ans plus tard chef de file de la campagne écologiste pour les élections fédérales de 2009, scrutin au cours duquel les Verts dépassent la barre des 10 % des suffrages, pour la première fois depuis leur création. Lors du scrutin de 2013, l'échec des écologistes le conduit à se mettre en retrait de la scène politique.

## Biographie

### Jeunesse et formation
Il obtient son Abitur en 1973. La même année, il refuse d'effectuer son service militaire et accomplit à la place un service civil.
Il étudie ensuite les sciences sociales à l'université de Göttingen, dont il est diplômé. Par la suite, il a travaillé comme assistant de recherche, journaliste indépendant et enfin attaché de presse.

## Carrière politique

### Vie étudiante et engagement dans la gauche radicale
Au cours de ses études (1977), Jürgen Trittin est membre du Conseil étudiant en sciences sociales pour la liste de l'Alliance socialiste (SBL), une association composée de groupes communistes maoïstes, trotskistes et d'autres étudiants de gauche radicale. Ces divers groupes formèrent une coalition le Comité général des étudiants (AStA) de l'université de Göttingen, qui éditait le journal étudiant Göttinger Nachrichten, média qui avait publié une déclaration de sympathie pour le meurtre du procureur général fédéral Siegfried Buback, assassiné par des membres de la Fraction armée rouge. Bien que Jürgen Trittin n'ait jamais été membre de l'équipe éditoriale, il défend cette nécrologie dans les années 1970, ce qu'il a plus tard qualifiée de « grave erreur ». En 1978, il se présente pour la première fois sur la liste de lutte démocratique (LDK) de la Fédération communiste pour l'AStA. De 1979 à 1980, il occupe un poste au sein de l'AStA. En même temps, il exerce la fonction de président du Parlement étudiant (StuPa) de 1979 à 1980. Il organise des manifestations, notamment contre des campagnes de recrutement de la Bundeswehr et est un membre actif (jusqu'en 1980) de la Ligue communiste (KB), surveillée alors par l'Office fédéral de protection de la constitution. Jürgen Trittin a décrit plus tard son activisme maoïste de gauche comme « illégal ».
Au début des années 1980, tout comme les hommes politiques Thomas Ebermann et Rainer Trampert, Jürgen Trittin appartenait au « groupe Z », une scission de la Ligue communiste qui voulait s'impliquer avec les Verts dans une perspective écologique de gauche. Sa future épouse, membre fondateur du Parti Vert à Göttingen, l'amène chez les Verts (Grünen) en 1980.

### En Basse-Saxe
Élu député au Landtag de Basse-Saxe pour la première fois le 21 mars 1982, il y siège jusqu'en 1990, puis de nouveau entre 1994 et 1995. Il y a présidé le groupe des Verts de 1985 à 1986, et de 1988 à 1990.
Le 21 juin 1990, le nouveau Ministre-président du Land, Gerhard Schröder, est contraint de former une coalition rouge-verte et Jürgen Trittin devient ministre des Affaires fédérales et européennes.
Quand Schröder obtient la majorité absolue aux élections de 1994, les Verts retournent dans l'opposition et Trittin est désigné vice-président de leur groupe parlementaire.

### Au niveau fédéral
En 1994, il est nommé porte-parole du comité fédéral de l'Alliance 90 / Les Verts pour quatre ans.

#### Ministre fédéral
Aux élections fédérales du 27 septembre 1998, il est élu député fédéral au Bundestag. Le 27 octobre, Jürgen Trittin devient ministre fédéral de l'Environnement, de la Protection de la nature et de la Sécurité nucléaire sous la direction de Gerhard Schröder. À ce poste, où il est reconduit le 22 octobre 2002, il est chargé de mettre en œuvre la sortie du nucléaire civil décidée par la coalition au pouvoir, d'encourager le développement des énergies renouvelables et de faire appliquer le protocole de Kyoto. Entre le 4 octobre et le 18 octobre 2005, il fut chargé de l'intérim du ministère fédéral de la Protection des consommateurs, de l'Alimentation et de l'Agriculture du fait de la démission de Renate Künast.

#### Cadre du groupe parlementaire
À la suite de la formation d'une grande coalition par Angela Merkel le 22 novembre 2005, les Verts retournent dans l'opposition et Trittin devient vice-président du groupe d'Alliance 90 / Les Verts au Bundestag ainsi que coordinateur pour la Politique extérieure, la Politique culturelle, les Droits de l'Homme, la Politique de développement, la Défense et l'Europe.
En 2008, il est désigné chef de file (spitzenkandidat) pour les élections fédérales du 27 septembre 2009 en tandem avec Renate Künast. Il est réélu député fédéral pour un quatrième mandat le jour du scrutin, et devient coprésident du groupe d'Alliance 90 / Les Verts au Bundestag aux côtés de Renate Künast.

#### Élections de 2013
En septembre 2013, les Verts se retrouvent au centre d'une polémique sur la pédophilie alors qu'un chercheur révèle que le parti et plusieurs personnalités notables, dont Jürgen Trittin, avaient milité dans les années 1980 pour la dépénalisation des relations entre enfants et adultes. Bien que Trittin ait depuis fait son mea-culpa, les Verts pâtissent de ce scandale alors que la campagne pour les élections législatives suit son cours : crédités de 15 % un an auparavant, ils sont désormais à 9 %. En même temps que Katrin Göring-Eckardt, il démissionne de son poste au sein de la direction des Verts après l'échec du parti lors du scrutin.

## Publications
- (de) Das Grundrecht auf Asyl ist eine mahnende Lehre aus dem Tagebuch der Anne Frank, Hanovre, Niedersächs. Landeszentrale für Politische Bildung, 1992
- (de) Gefahr aus der Mitte. Die deutsche Politik rutscht nach rechts, Göttingen, Verlag die Werkstatt, 1993
- (en) From Rio to Johannesburg : contributions to the globalization of sustainability, Berlin, Heinrich Böll Stiftung, 2001
- (de) Welt Um Welt, Berlin, Aufbau-Verlag, 2002